# 闘神祭
闘神祭（とうしんさい）は、アーケードゲームにおけるエレクトロニック・スポーツの大会。主催はタイトー、2020年よりNTTe-Sportsとの共催。
本項では、2020年より始まった派生イベント「Tournament of the Masters」についても記載する。

## 概要
タイトーが自社製品『NESiCAxLive』のプロモーションの一環として、2015年より開催。全国のゲームセンターにて予選を行い、予選突破者が決勝大会にて雌雄を決するという、かつて開催された闘劇の後継とも呼べるイベントである（スタッフには元闘劇スタッフもいる）。
当初は対戦型格闘ゲームのみの大会だったが、2017年大会よりアクションゲームやドライブゲームなどが種目に加わり、2020年大会では音楽ゲームとアクションパズルが新たに加わった。
大会は、全国のゲームセンターにて予選を開催し決勝進出者を決める「Champions Cup」と、ゲーム内のポイントランキング上位者などから参加者を選出する「1Day Match Carnival」のふたつのカテゴリーが開催される。
タイトーe-ARCADE SPOTS担当の椎木庄平がプロデュースを務めていたが、2022年よりタイトーがTAITO STATION Tradzを結成しBEMANI PRO LEAGUEに参戦。椎木がTradzマネージャーとなり、以降闘神祭は開催されていない。

## 大会

### -全国 格ゲ段位争奪戦-闘神祭2015
2015年開催の大会。決勝大会は10月18日、TFTホール1000にて開催された。全4種目。
全国の予選のほか、各タイトルの関連する大会の上位入賞者に特別枠が設けられた。
- ウルトラストリートファイターIV（カプコン）
- BLAZBLUE -CHRONOPHANTASMA-（アークシステムワークス）
- ペルソナ4 ジ・アルティマックス ウルトラスープレックスホールド（アトラス、アークシステムワークス）
- ニトロプラス ブラスターズ -ヒロインズ インフィニット デュエル-（ニトロプラス、エクサム）

### 闘神祭2016
2016年開催の大会。決勝大会は10月15 - 16日の2日間、TFTホールにて開催された。
本大会より、全国予選を経る「Champions Cup」のほか、当日エントリーを中心とした「1Day Match Carnival」カテゴリを追加。Champions Cupが6種目、1Day Match Carnivalが5種目の全11種目。NESiCAxLive以外のプラットフォーム作品も種目に加わり、純然たるゲーム大会の色合いが強くなった。

#### Champions Cup
- ウルトラストリートファイターIV（カプコン）
- BLAZBLUE -CENTRALFICTION-（アークシステムワークス）[注釈 1]
- ニトロプラス ブラスターズ -ヒロインズ インフィニット デュエル-（ニトロプラス、エクサム）
- 電撃文庫 FIGHTING CLIMAX IGNITION（セガ・インタラクティブ）
- GUILTY GEAR Xrd -REVELATOR-（アークシステムワークス）[注釈 1]
- 鉄拳7 FATED RETRIBUTION（バンダイナムコゲームス）

#### 1Day Match Carnival
- ペルソナ4 ジ・アルティマックス ウルトラスープレックスホールド（アトラス、アークシステムワークス）[注釈 1]
- UNDER NIGHT IN-BIRTH Exe:Late[st]（アークシステムワークス）[注釈 1]
- THE KING OF FIGHTERS XIII CLIMAX for NESiCAxLive（SNKプレイモア）
- CHAOS CODE -NEW SIGN OF CATASTROPHE-（アークシステムワークス）
- デッド オア アライブ5 アルティメット アーケード（コーエーテクモゲームス、セガ・インタラクティブ）

### 闘神祭2017 Champions Carnival
2017年開催の大会。決勝大会は10月21 - 22日、TFTホールにて開催された。
Champions Cupにアクションゲーム、1Day Match Carnivalにレーシングゲームやトレーディングカードアーケードゲームが加わり、対戦型格闘ゲームにとどまらない大会となった。Champions Cupが6種目、1Day Match Carnivalが14種目の全20種目。

#### Champions Cup
- GUILTY GEAR Xrd REV 2（アークシステムワークス）
- BLAZBLUE -CENTRALFICTION-（アークシステムワークス）
- ポッ拳 POKKÉN TOURNAMENT（バンダイナムコエンターテインメント）
- マジシャンズデッド NEXT ブレイジング（バイキング）
- 鉄拳7 FATED RETRIBUTION（バンダイナムコゲームス）
- THE KING OF FIGHTERS XIV Arcade Ver.（SNK）

#### 1Day Match Carnival
- UNDER NIGHT IN-BIRTH Exe:Late[st]（アークシステムワークス）
- ペルソナ4 ジ・アルティマックス ウルトラスープレックスホールド（アトラス、アークシステムワークス）
- ニトロプラス ブラスターズ -ヒロインズ インフィニット デュエル-（ニトロプラス、エクサム）
- アルカナハート3 LOVEMAX SIXSTARS!!!!!!（エクサム）
- CHAOS CODE -New Sign of Catastrophe-（アークシステムワークス）
- ウルトラストリートファイターIV（カプコン）
- ブレードアークス from シャイニング VER.2.1EX（セガ・インタラクティブ）
- 恋姫†演武〜遼来来〜（UNKNOWN GAMES）
- デッド オア アライブ5 アルティメット アーケード（コーエーテクモゲームス、セガ・インタラクティブ）
- 電撃文庫 FIGHTING CLIMAX IGNITION（セガ・インタラクティブ）
- ストリートファイターV（カプコン）
- 湾岸ミッドナイト MAXIMUM TUNE 5DX PLUS（バンダイナムコゲームス）
- 新甲虫王者ムシキング（セガ・インタラクティブ）
- 頭文字D ARCADE STAGE Zero（セガ・インタラクティブ）

### 闘神祭 2018-19 CHAMPIONS CARNIVAL
2018 - 2019年開催の大会。決勝大会は2019年3月23 - 24日、TFTホールにて開催された。
Champions Cupが6種目、1Day Match Carnivalが8種目の全14種目と、前回大会よりスリムになった。また、共催イベントとして「2019 The17th VFR ビートライブカップ」が同会場で開催され、『バーチャファイター5 ファイナルショーダウン』（セガ）の大会が行われた。

#### Champions Cup
- BLAZBLUE -CENTRALFICTION-（アークシステムワークス）
- GUILTY GEAR Xrd REV 2（アークシステムワークス）
- ディシディア ファイナルファンタジー（スクウェア・エニックス）
- THE KING OF FIGHTERS XIV Arcade Ver.（SNK）
- ミリオンアーサー アルカナブラッド（スクウェア・エニックス）
- 鉄拳7 FATED RETRIBUTION（バンダイナムコゲームス）

#### 1Day Match Carnival
- ウルトラストリートファイターIV（カプコン）
- ドラゴンボール ゼンカイバトル（バンダイナムコゲームス）
- 頭文字D ARCADE STAGE Zero（セガ・インタラクティブ）[注釈 2]
- 湾岸ミッドナイト MAXIMUM TUNE 6（バンダイナムコアミューズメント）
- ストリートファイターV タイプアーケード（カプコン）
- SNKヒロインズ Tag Team Frenzy AC（SNK）
- 機動戦士ガンダム エクストリームバーサス2（バンダイナムコアミューズメント）
- ファイティングEXレイヤー（アリカ）

### 闘神祭2020 -World Championship of ARCADE-（中止）
2020年開催を予定していた大会（ただし予選は2019年から行われている）。決勝大会は2020年5月16 - 17日、TFTホールにて開催と発表、後に8月8 - 9日への延期が発表された。
「Champions Cup」というカテゴリーがなくなり、レーシングゲームやパズルゲーム、音楽ゲームが正式種目に加わり、13種目。一方、1 DAY MATCH TOURNAMENTは1タイトルのみと大幅にスリム化された。また、共催イベントとして『ストリートファイターIII 3rdストライク』（カプコン）の大会「2020PreCOOPERATION CUP」および「COOPERATION CUP Vol.18」が併催予定だった。
折からの新型コロナウイルスの流行により、一部の店舗予選が行われたものの、最終的に中止が発表された。

#### 格闘／アクション部門
- SAMURAI SPIRITS（SNK）
- ディシディア ファイナルファンタジー（スクウェア・エニックス）
- ストリートファイターV タイプアーケード（カプコン）
- ウルトラストリートファイターIV（カプコン）
  - コミュニティイベント「STARTING OVER」とのコラボ開催。
- 鉄拳7 FATED RETRIBUTION ROUND2（バンダイナムコアミューズメント）
- GUILTY GEAR Xrd REV 2（アークシステムワークス）

#### レース部門
- 湾岸ミッドナイト MAXIMUM TUNE 6（バンダイナムコアミューズメント）
- 頭文字D ARCADE STAGE Zero（セガ・インタラクティブ）[注釈 3]

#### 音楽部門
- SOUND VOLTEX VIVID WAVE（コナミアミューズメント）
- jubeat festo（コナミアミューズメント）
- 太鼓の達人 グリーンVer.（バンダイナムコアミューズメント）
- グルーヴコースター 4EX インフィニティ ハイウェイ（タイトー）

#### パズル部門
- テトリス ジ・アブソリュート ザ・グランドマスター2 PLUS（アリカ）
  - ザ・テトリス・カンパニー公認ワールドトーナメント

#### スペシャル
いずれも『ストリートファイターIII 3rd STRIKE』の大会。
- 2020PreCOOPERATION CUP
- COOPERATION CUP Vol.18

#### 1 DAY MATCH TOURNAMENT
- BLAZBLUE -CENTRALFICTION-（アークシステムワークス）

### 闘神祭2021 REVENGE
2021年より開催の大会。新型感染症等拡大防止のため、予選の開催数を削減。決勝大会も各タイトルで個別に行う。予選大会のエントリーは、NTTe-Sports提供の「eXeLAB」に一元化された。
大会テーマソングに餓鬼レンジャー「アゲナゲン feat. 梅田サイファー」が制定。
カテゴリ分けは中止となった2020年大会を踏襲（「レース部門」のみ、『電車でGO!!』が加わったことで「ドライブ部門」と改名）。ただしタイトルは大幅に入れ替わっている。
決勝大会は、まん延防止等重点措置が布告されたため無観客で行われ、かわりに全大会がYouTubeにて生配信された。また、『中毒パズル レベルスVS』の1 DAY MATCH TOURNAMENTは延期となった。

#### 格闘／アクション部門
- GUILTY GEAR -STRIVE-（アークシステムワークス）
- 鉄拳7 FATED RETRIBUTION ROUND2（バンダイナムコアミューズメント）
  - 「MASTERCUP」とのコラボレーションイベント「MASTERCUP EXTRA」として開催、闘神祭およびMASTERCUPの両チームで運営。
- バーチャファイター eスポーツ（セガ）

#### 音楽部門
- グルーヴコースター 4MAX ダイヤモンドギャラクシー（タイトー）
- WACCA Reverse（マーベラス）

#### ドライブ部門
- 電車でGO!!（タイトー）
- 湾岸ミッドナイト マキシマムチューン 6R（バンダイナムコアミューズメント）
- 頭文字D THE ARCADE（セガ）

#### パズル部門
- テトリス ジ・アブソリュート ザ・グランドマスター2 PLUS（アリカ）

#### 1 DAY MATCH TOURNAMENT
- 中毒パズル レベルスVS（タイトー）

## Tournament of the Masters
タイトーが新たに立ち上げた、ジャンルやタイトルにとらわれない新たなeスポーツ大会シリーズ。1タイトルのみで1Day開催となる。

### 大会
VOL.1“グルーヴコースター4MAX ダイヤモンドギャラクシー”
2020年10月3日開催。
「闘神祭2020」のエリア代表者と、当日予選突破者がエントリーされた。
コロナ禍の最中での開催となるため、観覧者含め参加は事前エントリー制となった。
大会のほか、マーベラス『WACCA』シリーズプロデューサー、HARDCORE TANO*CのREDALiCEをゲストに招いてのトークショー、およびREDALiCEによるDJライブが行われた。
VOL.2“BLAZBLUE -CENTRALFICTION-”
2020年11月21日開催。
3on3制で15チームがエントリーした。
大会のほか、アークシステムワークスのプランナー小澤陸（勝ちたがり小澤）とゲーマー・esportsキャスターのなかおによる「わからせBATTLE」が行われた。
VOL.3“電車でGO!!”（中止）
2020年12月26日開催予定、のち2021年1月30日開催予定に延期。
2021年1月7日、緊急事態宣言のため中止を決定。
VOL.4“グルーヴコースター4MAX ダイヤモンドギャラクシー”
2021年10月9日開催。当初予定では8月14日開催で、9月11日に延期、さらに10月に再延期されて行われた。
今大会は闘神祭2021の予選大会も兼ねており、優勝者には金キップ（決勝大会への出場権）が与えられた。またVOL.1の優勝者が「前回大会王者枠」として招待された。
大会のほか、DJ・コンポーザーのモリモリあつしをゲストに招いてのトークショーおよびDJライブが行われた。

## テーマソング
「RDY」（2020年10月3日配信開始）
ポチョムキン（餓鬼レンジャー）、Ryo（ケツメイシ）、Heartbeat、GP（餓鬼レンジャー）による楽曲。